# 高红卫
高红卫（1956年9月—），男，汉族，湖北京山人，中华人民共和国政治人物，中国共产党党员，第十三届全国人民代表大会四川地区代表。

## 生平
2013年至2020年，任中国航天科工集团董事长。2018年2月24日，当选为第十三届全国人大代表。